# Massacro di Wichita
Il massacro di Wichita, conosciuto anche con il nome Wichita Horror, fu una serie di rapine, aggressioni, stupri e omicidi compiuti dal 7 al 14 dicembre 2000 dai fratelli Reginald e Jonathan Carr contro diverse persone nella città di Wichita, in Kansas. In poco più di una settimana, i Carr uccisero cinque persone e un cane nel corso di rapine e aggressioni, rapinarono un uomo e ferirono gravemente una donna. I crimini sconvolsero gli abitanti di Wichita che acquistarono rapidamente nuove armi, lucchetti e sistemi di sicurezza per la casa, causando un boom del mercato nella città. I fratelli furono processati e condannati per diversi crimini, inclusi rapimento, rapina, stupro, quattro capi d'accusa per omicidio aggravato e uno per omicidio di primo grado e furono condannati a morte nell'ottobre 2002.
Il caso ha continuato a ricevere attenzione perché le sentenze sono state soggette a continue modifiche riguardo alla condanna a morte. Nel 2004, la Corte suprema del Kansas capovolse la legge della pena di morte dello stato, ma il ministro della Giustizia del Kansas fece appello alla Corte suprema degli Stati Uniti. Sosteneva infatti la costituzionalità della legge sulla pena di morte del Kansas; questo significava che i Carr e altri condannati avrebbero dovuto essere giustiziati ugualmente. Gli avvocati della difesa continuarono con gli appelli.
Il 25 luglio 2014, la Corte suprema del Kansas ribaltò la condanna a morte contro i Carr a causa di un errore di procedura del giudice nel processo: un processo penale separato avrebbe dovuto svolgersi per ognuno dei fratelli. Prima che ciò accadesse, il procuratore generale del Kansas fece appello alla Corte suprema degli Stati Uniti, che accettò di sentire il caso nel marzo 2015. Nel gennaio 2016, la Corte ribaltò la decisione della Corte suprema del Kansas ripristinando di nuovo le sentenze di condanna a morte.

## Storia
I fratelli Carr, Reginald (22 anni) e Jonathan (20 anni) avevano già una lunga serie di precedenti penali alle spalle quando l'8 dicembre 2000, iniziarono una lunga sequenza di crimini efferati, dopo essere arrivati a Wichita, commettendo una prima rapina a mano armata contro Andrew Schreiber, un ventitreenne assistente allenatore di baseball; l'11 dicembre, tre giorni dopo, spararono e uccisero una donna di 55 anni violoncellista e bibliotecaria, Ann Walenta, mentre cercava di sfuggire ai due con la sua macchina; la donna morì tre giorni dopo la sparatoria. Il 14 dicembre i Carr entrarono in una casa e sottoposero cinque giovani a rapina, abusi sessuali e omicidio. I fratelli fecero irruzione in una casa scelta quasi casualmente dove Brad Heyka, Heather Muller, Aaron Sander, Jason Befort e la sua ragazza, una giovane identificata come "Holly G.," tutti sui vent'anni, stavano trascorrendo la notte. Lavoravano tutti: Befort era insegnante in un liceo; Heyka, direttore finanziario in una società di servizi finanziari della zona; Muller, insegnante in una scuola; e Sander, ex analista finanziario che stava studiando per diventare prete; Holly è un'insegnante.
I Carr inizialmente setacciarono la casa alla ricerca di oggetti di valore. Holly scoprì l'intenzione di Befort di sposarla quando i Carr scoprirono l'anello di matrimonio che aveva nascosto in un contenitore di popcorn. Dopo le ricerche, i Carr costrinsero gli ostaggi a spogliarsi, li legarono e stuprarono ripetutamente le due donne e costrinsero gli uomini ad avere rapporti sessuali con le donne e queste ultime tra loro. Portarono quindi in macchina le vittime agli sportelli automatici di una banca per svuotare i loro conti in banca, prima di condurli in un complesso sportivo innevato alla periferia della città. Gli spararono quindi un colpo alla testa in uno stile da esecuzione. Passarono quindi con il camion di Belfort sui corpi e se ne andarono, dando le vittime per morte. Holly G. invece sopravvisse allo sparo perché la sua molletta di plastica deviò il proiettile. Dopo che gli aggressori se ne andarono, camminò nuda per quasi due chilometri per cercare primo soccorso e rifugio in una casa. Prima di ottenere cure mediche, raccontò dell'incidente e diede la descrizione dei Carr alla coppia che la aiutò, ancora prima che la polizia arrivasse.
I Carr ritornarono poi alla casa degli amici per prendere ulteriori oggetti di valore, e lì uccisero a colpi di mazza da golf Nikki, il cane di Holly, che fu imbavagliato. Il giorno successivo la polizia li catturò. Reginald fu identificato sia da Schreiber che da Walenta. Il procuratore distrettuale disse che, basandosi sulle prove del caso, il movente dei Carr era la rapina.

## Processo
Con l'aiuto della testimonianza di Holly al processo, i Carr furono condannati per quasi tutti i 113 capi d'accusa contro di loro, inclusi rapimenti, rapina, stupro, omicidio di primo grado. Reginald Carr fu condannato per 50 capi d'accusa e Jonathan Carr per 43. Furono entrambi condannati a morte così come all'ergastolo, con decenni da scontare prima di essere idonei a richiedere la libertà condizionata . I condannati fecero appello.

### Decisioni delle Corti Supreme sulla pena di morte
C'è stata continua attenzione sul caso dei fratelli Carr a causa delle numerose decisioni sulla legge della pena di morte in Kansas. Nel 2004 la Corte suprema del Kansas cambiò la legge sulla pena di morte nello stato, ma il ministro della Giustizia del Kansas fece appello alla Corte suprema degli Stati Uniti, che sostenne la costituzionalità di tale legge condannando nuovamente a morte i Carr.
Il 25 luglio 2014, la Corte suprema del Kansas annunciò che aveva ribaltato nuovamente la condanna a morte per i Carr nell'appello. La Corte spiegò i motivi della decisione col fatto che il giudice del primo grado non aveva sottoposto i due imputati a procedimenti penali separati. La Corte all'unanimità aveva rigettato tre condanne capitali su quattro. Confermò tuttavia le altre condanne. La corte decretò che i fratelli avevano diritto a due processi separati, perché la “distinzione di colpevolezza morale di due imputati” può indurre la giuria a “mostrare pietà per uno e rifiutarsi di mostrarla per l'altro.” Anche se le condanne a morte non furono confermate, i Carr erano comunque condannati a scontare almeno "70 o 80 anni in prigione" prima di poter richiedere la libertà condizionata.
Il ministro della Giustizia del Kansas fece appello alla Corte suprema degli Stati Uniti che nel marzo 2015 acconsentì a esaminare il caso dei Carr, insieme a un altro caso con condanna a morte dl Kansas. Nel gennaio 2016 la Corte suprema degli Stati Uniti d'America ripristinò la pena di morte, decidendo 8-1 che i procedimenti combinati non violavano la Costituzione.

## Controversie
Le vittime erano bianche mentre i Carr afro-americani, ma il Procuratore Generale dichiarò che non c'erano prove di un crimine compiuto per motivi razziali. Basandosi sulle rapine, il procuratore Generale della Contea di Sedgwick, Nola Foulston, decise di non trattare i crimini come crimini d'odio. I presentatori David Horowitz, Michelle Malkin e Thomas Sowell dissero che i reati erano stati sminuiti dichiararono che i media non trattarono molto il caso per essere politicamente corretti. Sowell dichiarò che i media avevano un doppio modo di trattare i crimini tra razze, tendendo a enfatizzare i "crimini violenti dei bianchi contro i neri" ma a minimizzare "i crimini di uguale gravità dei neri contro i bianchi".
Anni dopo il giornale The Wichita Eagle commentò che le uccisioni di quattro giovani neri uccisi da un altro giovane nero otto giorni prima del "Massacro di Wichita" nel 2000 ricevettero meno copertura giornalistica degli omicidi perpetrati dai fratelli Carr. Era stato il peggior caso criminale della città in 27 anni, quando Cornelius Oliver, 19 anni, uccise la sua ragazza Raeshawnda Wheaton, 18 anni, nella sua casa, così come la sua compagna di stanza Dessa Ford e gli amici Jermaine Levy e Quincy Williams, che stavano visitando le ragazze. Oliver sparò agli uomini dietro la testa mentre sedevano sul divano. La coppia era nota per avere una relazione "instabile e violenta." La polizia arrestò Oliver lo stesso giorno, aveva ancora sangue sulle scarpe.
Alcuni membri della comunità nera si chiesero perché l'omicidio di quattro giovani neri furono superati nel clamore mediatico dall'attenzione data agli omicidi di quattro giovani bianchi Un parente della Wheaton chiese, "Come può uno essere peggiore di un altro, se il risultato [omicidi multipli] è lo stesso?" Ma la morte della Wheaton e dei suoi amici erano caratterizzate dall'avere la vittima un rapporto personale con Oliver, cosa che non c'era nel caso dei Carr che scelsero le loro vittime casualmente. Inoltre, i Carr commisero altre aggressioni e abusi sulle vittime. Oliver fu condannato per i 4 omicidi ed è stato condannato all'ergastolo, senza possibilità di libertà condizionata prima del 2140.

## Influenza culturale
- Muller era un insegnante al St. Thomas Aquinas Catholic School. La scuola stabilì un premio annuale, la Heather Muller Love of Faith Award, data a uno studente meritevole in sua memoria.[11]
- L'episodio della quarta stagione Law & Order: SVU Dominance è basata sul caso.